# Baía de Galveston

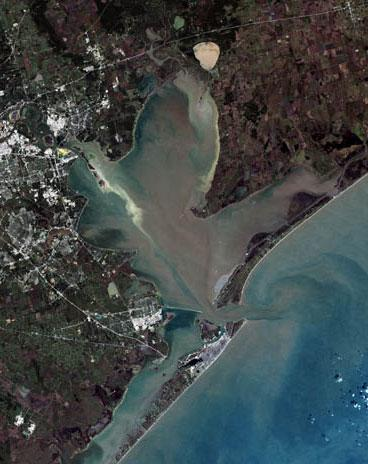
Imagem de satélite Landsat da baía de Galveston

A baía de Galveston (em inglês:  Galveston Bay) é o estuário do rio Trinity e do rio San Jacinto no litoral do Texas, Estados Unidos. A sua área é de cerca de 1500 km². É composta por cinco baías menores: Christmas Bay, West Bay, Lower Galveston Bay, Upper Galveston Bay, East Bay e Trinity Bay. É caracterizada pela presença de bayous, e é atravessada pelo canal de Houston (Houston Ship Channel) que liga o porto de Houston ao golfo do México. Entre as cidades nas margens da baía de Galveston contam-se Houston (a maior cidade do Texas), Galveston, Pasadena, Baytown, Texas City e Anahuac. 